# Lesueurigobius

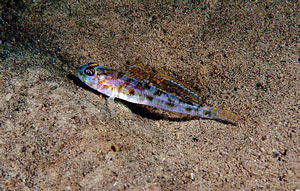
L. friesii

Lesueurigobius è un genere di pesci ossei marini appartenenti alla famiglia Gobiidae.

## Distribuzione e habitat
I membri del genere sono diffusi nell'Oceano Atlantico orientale tra la Norvegia meridionale e l'Angola, compreso il mar Mediterraneo dove si trovano 3 specie: L. friesii, L. sanzi e L. suerii
Popolano fondi sabbiosi o fangosi del piano infralitorale e del piano circalitorale.

## Specie
- Lesueurigobius friesii
- Lesueurigobius heterofasciatus
- Lesueurigobius koumansi
- Lesueurigobius sanzi
- Lesueurigobius suerii